# Треугольник (удушающий приём)

Удушающий приём «Треугольник»

Треугольник (англ. Triangle Choke, порт. Triângulo), или Санкаку-Дзимэ (яп. 三角絞) — удушающий приём, при выполнении которого борец захватывает шею и руку соперника ногами, образуя фигуру, похожую на треугольник (чему техника и обязана своим названием). Правильно выполненный треугольник эффективно блокирует кровоток по сонной артерии и вызывает циркуляторную гипоксию у противника, приводя его к сдаче или потере сознания. Этот приём распространён в дзюдо, бразильском джиу-джитсу, боевом самбо, грэпплинге, ММА; треугольник можно использовать и при самообороне.

## Выполнение приёма и вариации

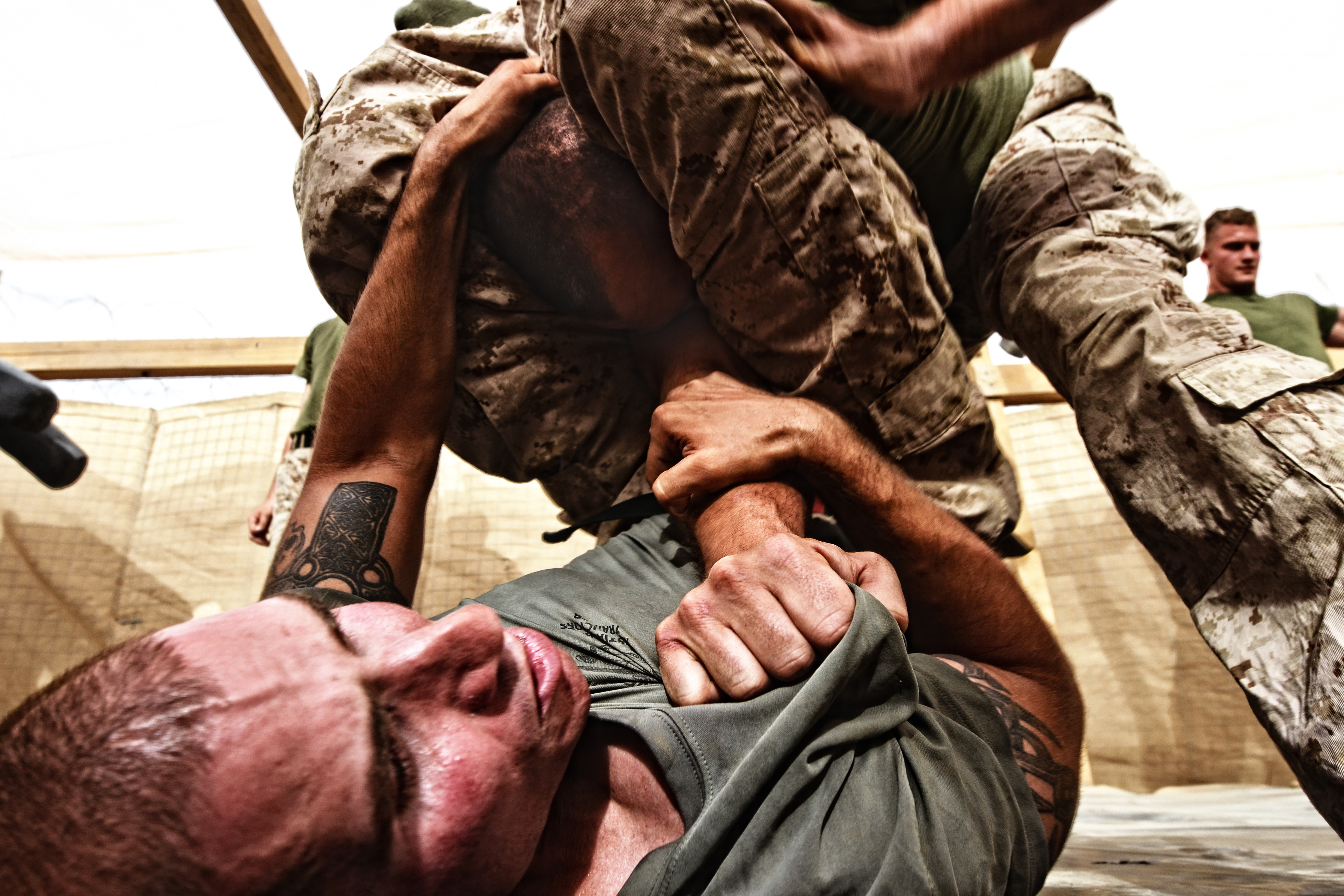
Лежащий на спине закрывает фигуру, в то время как его соперник пытается провести Даки Агэ, чтобы высвободиться из захвата

Число различных выходов на треугольник весьма велико; это удушение может быть успешно выполнено из любой атакующей борцовской позиции, а также из стойки. Одной из классических версий является треугольник из гарда: находящийся снизу борец забрасывает одну ногу на плечо соперника, сцепляет ноги за спиной соперника и сжимает его шею бёдрами. Эта техника является одной из «визитных карточек» бразильского джиу-джитсу; треугольник считается приёмом, который легче выполнять людям худощавого телосложения с длинными ногами, а не физически развитым атлетам. Существует большое количество способов дополнительно усилить давление на шею, преодолевая сопротивление даже физически мощного соперника — к примеру, потянуть голову соперника на себя или повернуть своё туловище перпендикулярно корпусу противника.
Защититься от застёгнутого треугольника достаточно сложно, в связи с чем оптимальная стратегия защиты — не позволить сопернику выйти на это удушение, в частности, держать осанку (не позволяя оппоненту забросить ногу на плечо) и плотно прижимать к себе локти (не давая заблокировать руку). Существует множество комбинаций, которые позволяют опытному борцу провести из треугольника другой приём (к примеру, рычаг локтя), и ряд ассоциированных с этим удушением приёмов:
- Обратный треугольник (англ. Inverted или Reverse Triangle Choke) — под этим термином понимается несколько различных элементов борьбы[4]: во-первых, тот же треугольник из гарда, при котором ноги борца соединяются со стороны свободной, а не захваченной руки; именно таким приёмом чемпион Bellator в полутяжёлом весе Лиам Макгири задушил Келли Анундсона на Bellator 124 и Тито Ортиса на Bellator 142[5]. Во-вторых, обратным треугольником называется множество вариантов, когда голова атакующего направлена к ногам «жертвы» — к примеру, экс-чемпион UFC Люк Рокхолд на UFC 172 провёл Тиму Боучу обратный узел плеча из обратного треугольника со стороны спины[6].
- Треугольник руками (англ. Arm Triangle Choke) — приём выполняется по тому же принципу, но, как можно догадаться из названия, руками: находясь в боковом удержании, маунте или полугарде, борец захватывает шею через руку соперника, соединяет свои руки и оказывает давление плечом, ограничивая кровоснабжение мозга оппонента. Строго говоря, многие другие удушения руками («анаконда», «брабо», «север-юг») также являются разновидностями треугольника руками.

## История и применение приёма
Считается, что удушение треугольником было создано (или, по меньшей мере, популяризовано) в начале XX века будущим девятым даном по дзюдо Цунетанэ Одой, учеником Дзигоро Кано, специализировавшимся в борьбе на земле (нэваза). Распространено неверное представление, что этот приём был впоследствии забыт (в частности, что Мицуё Маэда не преподавал его семье Грэйси) и заново открыт Ройсом Грэйси уже в конце XX века, однако реальность несколько сложнее: само удушение было известно с самого начала существования бразильского джиу-джитсу, но считалось малоэффективным, пока не были разработаны детали техники, позволяющие усилить давление на шею соперника (важную роль в этом явлении сыграл коралловый пояс Серджиу Пэнья). С развитием MMA и популяризацией бразильского джиу-джитсу треугольник стал популярной техникой: около 10 % схваток в UFC, заканчивающихся сдачей бойца, завершаются именно этим приёмом; бойцы стиля «граунд-энд-паунд», нанося удары из верхней позиции в партере, особенно уязвимы для болевых и удушающих: к примеру, именно во время агрессивной атаки Фёдора Емельяненко Фабрисиу Вердум контратаковал комбинацией треугольника и рычага локтя, прервав беспроигрышную серию российского бойца, а Чейл Соннен на UFC 117 попался в треугольник, пытаясь добить в партере Андерсона Сильву, и проиграл титульный бой, в котором вёл по очкам с огромным перевесом.
Треугольник возможно применять и для самозащиты, пользуясь возможностью «усыпить» и таким образом нейтрализовать нападающего, однако ещё чемпион мира по дзюдо Кацухико Касивадзаки предостерегал, что в условиях уличного боя без правил удушаемый человек может укусить удушающего за наружные половые органы, а также (при достаточной физической силе) оторвать от земли и бросить обратно, что может также привести к травме.